# ماركوس باكيتا
ماركوس سيزار دياز كاسترو (بالبرتغالية: Marcos Paquetá‏)، المعروف بـماركوس باكيتا، من مواليد 27 أغسطس 1958 م في ريو دي جانيرو في البرازيل، وقد سمي بماركوس باكيتا نسبة إلى جزيرة باكيتا التي ينتمى إليها، يدرب حاليا نادي اتحاد العاصمة الجزائري .

## مسيرته كلاعب
كلاعب لعب مع نادي أمريكا (ريو دي جانيرو) (منذ 1973م إلى 1978م) ونادي فاسكو دي غاما (1978م إلى 1980م).

## مسيرته كمدرب
و كمدرب قاد نادي أمريكا (ريو دي جانيرو) في عام 1987 م، ونادي الشباب الإماراتي[بحاجة لمصدر] في عام 1988 م حتى عام 1989 م، ونادي فلامنجو منذ عام 1990 وحتى 1998 م ودرب نادي فلومينينسي منذ عام 1999 إلى 2000 م، وعاد إلى تدريب نادي فلامنجو في عام 2001 وحتى 2003 م، ودرب نادي أفاي في عام 2004، ودرب نادي الهلال السعودي من عام 2004 إلى عام 2006، وبعدها انتقل إلى تدريب منتخب السعودية لكرة القدم من عام 2006 إلى عام 2007 بعدها عاد لتدريب نادي الهلال السعودي ثم انتقل لتدريب نادي الغرافة القطري ومن ثم درب نادي الريان الرياضي القطري للموسم 2010/2009.
في نهاية 2015 أعلن نادي الزمالك عن تولي باكيتا الإدارة الفنية للفريق الأول.
وفي يوم 3-1-2016 أعلن نادي الزمالك اقالته من الإدارة الفنية للفريق الأول
وفي يوم 2017/9/7 أعلن نادي الشرطة العراقي عن تولي باكيتا الإدارة الفنية للفريق العراقي.
وفي 2019 أعلن نادي المحرق البحريني عن عن تولي باكيتا الإدارة الفنية للفريق البحريني

## بطولاته وإنجازاته

### منتخبات البرازيل تحت السن
في عام 2003 فاز مع منتخب البرازيل لكرة القدم تحت 17 سنة بكأس العالم لكرة القدم تحت 17 سنة وفاز أيضا في كأس العالم لكرة القدم تحت 20 سنة.

### مع الأندية
كما حقق 5 بطولات مع نادي الهلال السعودى منها الثلاثية في موسم 2005/2004 الدورى وكأس ولى العهد وكأس خادم الحرمين.
كما حقق 4 ألقاب مع نادي الغرافة القطرى، بطولة الدورى "مرتين"، بالإضافة إلى كأس الأمير وكأس الشيخ جاسم.
وفاز بلقب كأس سمو الأمير مع الريان القطري، ثم إنتقل إلى نادي المحرق البحريني ليتوج بكأس الملك.
وفي سنة 2021 إنتقل لشباب بلوزداد وقاده للفوز بالدوري الجزائري.

### منتخب ليبيا
سنة 2010 تعاقد مع منتخب ليبيا لكرة القدم وقد حقق نتائج معقولة بالتأهل لكأس الأمم الإفريقية 2012 بالرغم من الظروف الصعبة التي تحيط به بسبب الحرب الأهلية في ليبيا.

## وصلات خارجية
- ماركوس باكيتا على موقع قاعدة بيانات كرة القدم.إي يو (الإنجليزية)
- ماركوس باكيتا على موقع ناشيونال فوتبول تيمز (الإنجليزية)